# Larks’ Tongues in Aspic
Larks’ Tongues in Aspic – album grupy King Crimson wydany 23 marca 1973 roku przez Island Records (Wielka Brytania), Atlantic Records (Kanada i USA). Jest to pierwszy album nagrany w składzie ustalonym po zmianach na początku lat 70. (z pierwszego składu pozostał tylko Robert Fripp). Płyta odbiega nieco od poprzednich, głównie dzięki obecności Johna Wettona i Billa Bruforda.
Tytuł albumu oznacza (dosłownie) języczki skowronków w galarecie.

## Lista utworów
| 1. | „Larks’ Tongues in Aspic, Part One” (Cross/Fripp/Wetton/Bruford/Muir) | 13:36 |
|    |                                                                       |       |
| 2. | „Book of Saturday” (Fripp/Wetton/Palmer-James)                        | 2:49  |
|    |                                                                       |       |
| 3. | „Exiles” (Cross/Fripp/Palmer-James)                                   | 7:40  |
|    |                                                                       |       |
| 4. | „Easy Money” (Fripp/Wetton/Palmer-James)                              | 7:54  |
|    |                                                                       |       |
| 5. | „The Talking Drum” (Cross/Fripp/Wetton/Bruford/Muir)                  | 7:26  |
|    |                                                                       |       |
| 6. | „Larks’ Tongues in Aspic, Part Two” (Fripp)                           | 7:12  |
|    |                                                                       |       |
|    |                                                                       | 46:37 |
|    |                                                                       |       |

## Twórcy
- David Cross – skrzypce, altówka, melotron
- Robert Fripp – gitara, melotron
- John Wetton – gitara basowa, śpiew
- Bill Bruford – perkusja
- Jamie Muir – instrumenty perkusyjne